# Daffy Duck: The Marvin Missions
Daffy Duck: The Marvin Missions est un jeu vidéo de plates-formes développé par ICOM Simulations et édité par Sunsoft en 1993 sur Super Nintendo. Une autre version a été aussi éditée sur Game Boy.

## Synopsis
Daffy Duck, personnage des Looney Tunes, prend le rôle du super-héros Duck Dodgers et doit déjouer les plans machiavéliques créés par Marvin le Martien.